# Бородино (компания)
«Бородино» — российская компания, работающая в сфере производства продуктов питания, строительства и машиностроения. Штаб-квартира — в Москве.
Группа компаний «Бородино» стала создаваться в 1993 году в Можайске на базе бывшего подмосковного колхоза «Бородино».

## Собственники и руководство
Основные акционеры компании — Тигран Нерсисян.
Президент — Тигран Нерсисян.

## Деятельность
На сегодняшний день группа объединяет более 80 компаний и промышленных предприятий, на которых работают свыше 30 тыс. сотрудников.
В состав группы входят около 65 предприятий в 10 регионах России, в том числе пищевые, машиностроительные, строительные и полиграфические. Компания выпускает слабоалкогольные и безалкогольные напитки под марками «Отвёртка», «7Я», консервы «Долина вкуса» и др. Также компания ведёт ряд крупных проектов в сфере недвижимости (строительство торговых, офисных площадей, жилья) в Москве, Московской области, Нижнем Новгороде и др.
До 2010 года владела собственной торговой сетью «Продуктория», основанной в 2006 году. На начало 2009 года сеть насчитывала 34 магазина формата «у дома» в Москве и Московской области. Сетью управляло подразделение группы «Бородино-Агро». В январе 2009 года было заявлено о намерении вывести сеть «Продуктория» в отдельный бизнес. 
Однако в 2010 году из-за ухудшения финансового положения бизнеса ГК Бородино было вынуждено закрыть сеть. 
По данным компании, выручка в 2005 году составила около $350 млн (в 2004 году — около $275 млн), а с учетом строительного дивизиона — около $650-700 млн.

### Трудности в связи с экономическим кризисом конца 2000-х годов
В ходе экономического кризиса конца 2000-х годов компания столкнулась со значительными трудностями. По состоянию на июль 2010 года в судах находились иски по просроченным кредитам к структурам компании от Связь-банка на общую сумму более 9 млрд руб., а также от Сбербанка на общую сумму свыше 813 млн руб.
1 ноября 2010 года у ОАО ИКБ «Петрофф-Банк», входящего в ГК «Бородино», была отозвана лицензия за «постоянное нарушение банком федеральных законов, а также нормативных актов ЦБ. Достаточность капитала Петрофф-банка опустилась ниже допустимых 2 %, банк не исполнял вовремя обязательства перед кредиторами и вел рискованную кредитную политику». Задолженность Петрофф-банка перед Банком России по состоянию на 1 октября 2010 года составляла 3,8 млрд руб., просроченный долг к 1 сентября составлял 150 млн руб.